# Teriparatid
Teriparatid ist ein rekombinantes humanes Parathormon-Fragment (PTH 1 - 34, bestehend aus den ersten 34 Aminosäuren des Parathormons) zur Therapie der Osteoporose. Der vorwiegende Einsatz ist die Behandlung von Frauen in der Postmenopause mit manifester Osteoporose und hohem Frakturrisiko. Der Wirkstoff wurde in den USA im November 2002 und in der EU Ende 2003 unter dem Markennamen Forteo bzw. Forsteo (Lilly Pharma) zugelassen. Der Wirkstoff wird mittels rekombinanter DNA-Technologie mit Hilfe von Escherichia coli hergestellt.
Auch bei Patienten mit Osteogenesis imperfecta bewirkte Teriparatid in einer Studie eine Erhöhung der Knochendichte; die Anzahl der Frakturen war in dieser kleinen Studie nicht signifikant unterschiedlich.

## Zulassung
Die EU-Kommission hat am 16. Juni 2003 Teriparatid für die EU die Zulassung zur Behandlung der manifesten Osteoporose bei Frauen nach den Wechseljahren erteilt. Das Medikament ist eine klare farblose Flüssigkeit, die subkutan injiziert wird. Es wird als Fertigspritze geliefert zu 20 µg Teriparatid gelöst  in 80 µl Flüssigkeit. Empfohlen wird eine Injektion pro Tag für maximal 24 Monate.

## Risiken
Teriparatid zeigt in Studien an Ratten ein erhöhtes Risiko von Osteosarkomen, was sich bei Untersuchungen am Menschen nicht bestätigte. Das kann daran liegen, dass Rattenknochen ein Leben lang noch wachsen. Die Tumoren wurden an den Knochenenden gefunden, die nach den Injektionen noch gewachsen waren. Auch neun Jahre nach Zulassung waren nur zwei Fälle von Osteosarkomen unter Teriparatid bekannt. Dieses Risiko stufte die FDA als „extrem selten“ ein (1 von 100.000 Personen) und es liegt nur leicht über der normalen Inzidenz bei über 60-jährigen (0,4 von 100.000).

## Kontraindikationen
Das Arzneimittel darf nicht bei Patienten angewendet werden, die an anderen Erkrankungen der Knochen, wie der Paget-Krankheit, Knochenkrebs oder Knochenmetastasen leiden, einer Strahlentherapie des Skeletts unterzogen wurden, eine Hypercalcämie oder eine ungeklärte Erhöhung des Enzyms alkalische Phosphatase aufweisen oder an einer schweren Nierenerkrankung leiden.

## Weitere Wirkungen
Bei der Behandlung von Knochenmetastasen mit Bisphosphonaten oder anderen antiresorptiven sowie antiangiogenen Präparaten treten gelegentlich Kiefernekrosen auf (bisphosphonate-associated osteonecrosis of the jaw, BONJ). In einer kleinen, doppelblinden, randomisierten Studie konnte gezeigt werden, dass mit Teriparatid die Abheilung der Knochenläsionen beschleunigt und das Auftreten von Knochendefekten vermindert werden konnte.

## Eigenschaften
Pharmazeutisches Teriparatid ist ein weißes bis fast weißes, sehr hygroskopisches Pulver. Es ist leicht löslich in Wasser und Methanol und praktisch unlöslich in Acetonitril.

## Biosimilars
Ab 2017 wurden verschiedene  Biosimilars (Nachahmerprodukte) zugelassen: Terrosa (2017), Movymia (2017), Livogiva (2020), Sondelbay (2022).